# Scenic Drive
Als Scenic Drive oder Scenic Byway wird vorwiegend in den USA, Kanada und Australien eine sehenswerte Reiseroute, eine landschaftliche schöne Strecke oder eine malerische Straße bezeichnet, die häufig als Rundkurs angelegt ist. Nahezu jeder Nationalpark, viele sonstige landschaftlich reizvolle Gebiete sowie Städte verfügen über ausgeschilderte Scenic Drives oder Byways. Diese Strecken sind immer mit einem PKW, meist aber auch mit anderen Fahrzeugen, wie zum Beispiel Wohnmobilen befahrbar. Sie führen an den wichtigsten Sehenswürdigkeiten der Gegend vorbei, so dass sich diese ohne Planung einer individuellen Route besichtigen lassen. Die Länge dieser touristischen Straßen ist sehr unterschiedlich und reicht von wenigen Kilometern bis zu ausgedehnten Touren, für die bei ausgiebiger Besichtigung mehrere Tage benötigt werden. Teilweise sind die Straßen gebührenpflichtig, besonders innerhalb von Nationalparks.
In den USA existiert ein Programm des US-Verkehrsministeriums, in dem Straßen von herausragender Bedeutung als National Scenic Byways sowie eine kleinere Auswahl als All-American Roads anerkannt werden. Die Pflege und touristische Vermarktung dieser Straßen wird durch das Ministerium finanziell gefördert. Ähnliche Programme betreiben in den USA die Forstverwaltung des US-Agrarministeriums (National Forest Scenic Byways, auch als USDA Forest Service Byways bezeichnet) sowie die meisten Bundesstaaten.
Beispiele für Scenic Drives und Byways:
- 17-Mile Drive bei Monterey
- 49-Mile Scenic Drive durch San Francisco
- North Shore Scenic Drive am Lake Superior
- Firehole Lake Drive im Yellowstone National Park
- Kings Canyon Scenic Byway im Sequoia-&-Kings-Canyon-Nationalpark